# Ciesina (gromada)
Ciesina – dawna gromada, czyli najmniejsza jednostka podziału terytorialnego Polskiej Rzeczypospolitej Ludowej w latach 1954–1972.
Gromady, z gromadzkimi radami narodowymi (GRN) jako organami władzy najniższego stopnia na wsi, funkcjonowały od reformy reorganizującej administrację wiejską przeprowadzonej jesienią 1954 do momentu ich zniesienia z dniem 1 stycznia 1973, tym samym wypierając organizację gminną w latach 1954–1972.
Gromadę Ciesina z siedzibą GRN w Ciesinie utworzono – jako jedną z 8759 gromad na obszarze Polski – w powiecie piskim w woj. olsztyńskim na mocy uchwały nr 24 WRN w Olsztynie z dnia 4 października 1954. W skład jednostki weszły obszary dotychczasowych gromad Ciesina, Hejdyk, Karpa, Karwica, Krzyże, Spaliny Małe i Turośl ze zniesionej gminy Wiartel w tymże powiecie. Dla gromady ustalono 9 członków gromadzkiej rady narodowej.
1 stycznia 1972 do gromady Ciesina włączono tereny o powierzchni 1.125 ha z miasta Ruciane-Nida w tymże powiecie, po czym romadę Ciesina zniesiono (formalnie 22 grudnia 1971), a jej obszar połączono ze zniesioną gromadą Wiartel, tworząc nową gromadę Turośl w tymże powiecie, która przetrwała do końca 1972 roku.